# Лонгфорд (графство)
Лонгфорд (англ. Longford, ірл. Longfort) — графство в центральній Ірландії. Одне із найменших за площею (29-е з 32) та населенням (31-е з 32) графств країни.

## Адміністративний поділ
Входить до складу провінції Ленстер на території Республіки Ірландія. Столиця і найбільше місто — Лонгфорд.

## Найбільші населені пункти
- Лонгфорд (9,601)
- Баллімахон (2,327)
- Еджеворзтаун (2,008)
- Лейнсборо-Балліліг (1,377)
- Гранард (1,317)
- Баллінамак (1,313)
- Арда (1,073)